# 프란시스쿠 라자루

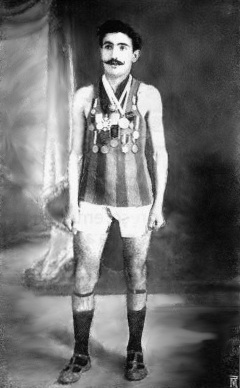
프란시스쿠 라자루

프란시스쿠 라자루(포르투갈어: Francisco Lázaro, 1891년 1월 21일 ~ 1912년 7월 15일)는 포르투갈의 첫 마라톤 선수이자. 1912년 스톡홀름 올림픽에서 공사관 기수였다.
자신 시대의 모든 올림픽 선수들처럼 라자루는 아마추어 선수였고, 그의 직업은 리스본에 있는 자동차 공장의 목수였다. 올림픽 이전에 모국에서 3개의 국내 마라톤 대회에서 뛰면서 우승하였다.
라자루는 마라톤 시합 중에 29km 마크에서 쓰러진 후 올림픽 경기 도중에 사망한 첫 선수였다. 사망의 원인은 경주 도중에 높은 온도에 탈수로 인한 것으로 생각되었다. 후에 라자루가 햇볕에 타는 것을 방지하기 위하여 자신의 몸에 왁스를 칠했던 것이 발견되었다.
그러나 결국 왁스 불침투성은 선수의 자연적 땀을 제한시켜 심각한 신체의 유동성 전해 불균형으로 이끈다.